# Raumentwicklungskonzeption
Eine Raumentwicklungskonzeption ist eine umfangreiche Zusammenstellung von Informationen und Maßnahmen zur Entwicklung eines bestimmten Raumes. Dieser Raum ist dabei frei definierbar, er kann z. B. das Gebiet einer Kommune, einer Region, eines Bundeslandes oder auch eines Staates umfassen. Eine Raumentwicklungskonzeption umfasst detaillierte Planungen, die schriftlich festgehalten sind.
Siehe auch: Regionalplanung